# Vågan
Vågan és un municipi situat al comtat de Nordland, Noruega. Té 9,086 habitants i té una superfície de 477.71 km².

## Galeria
Fotografies d'algunes entitats de població del municipi de Vågan:

Vågan
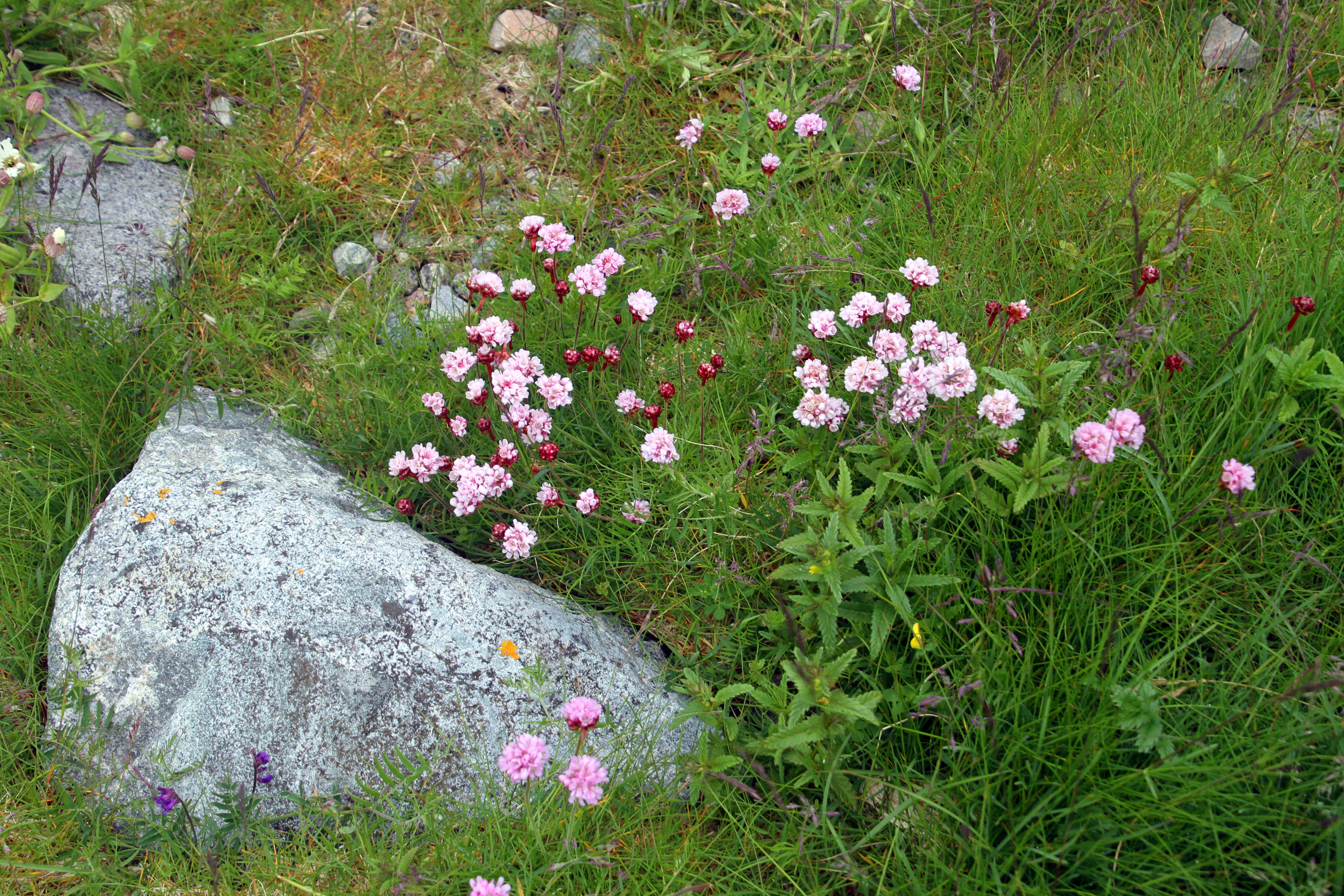
Austvågøya
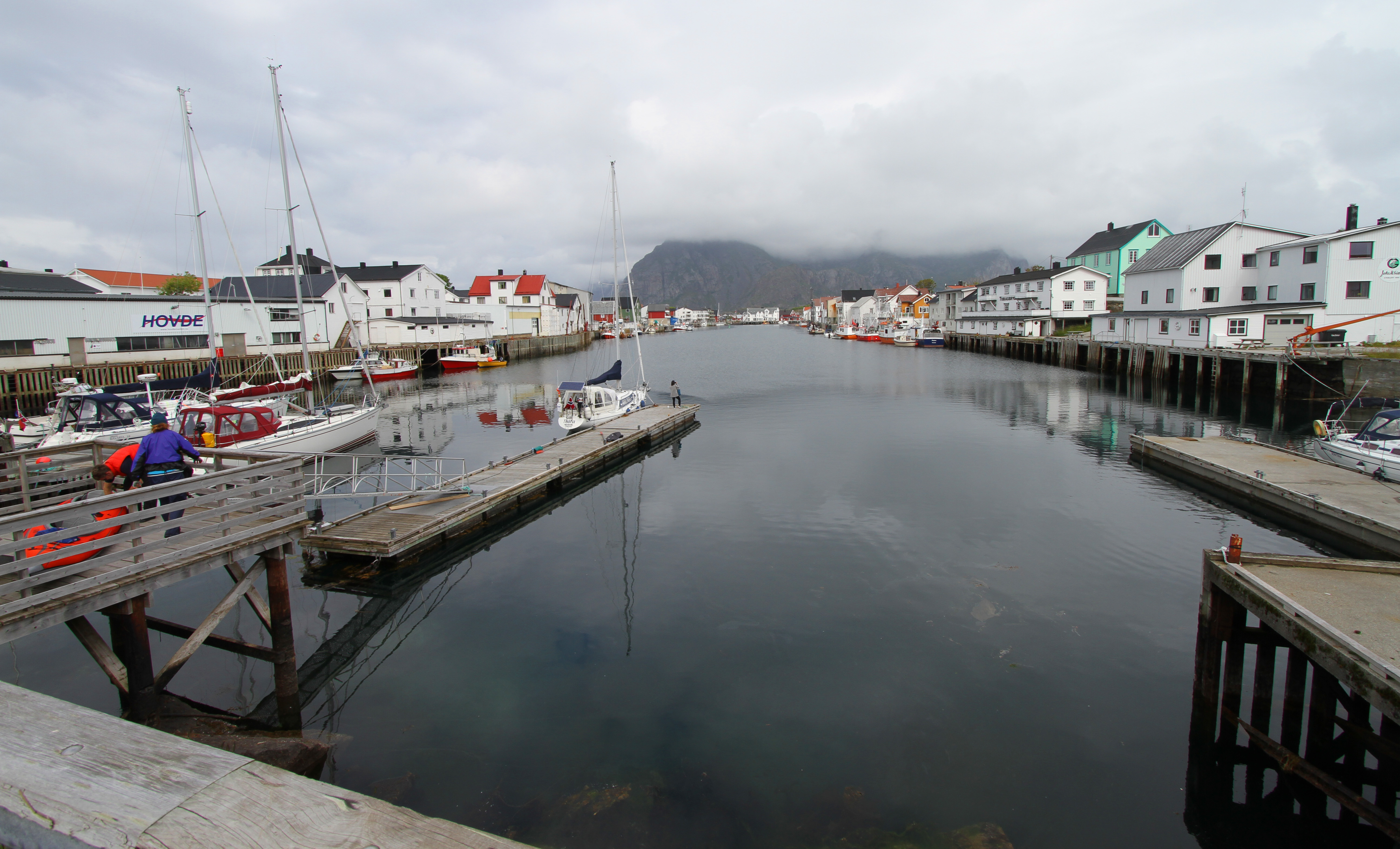
Henningsvær
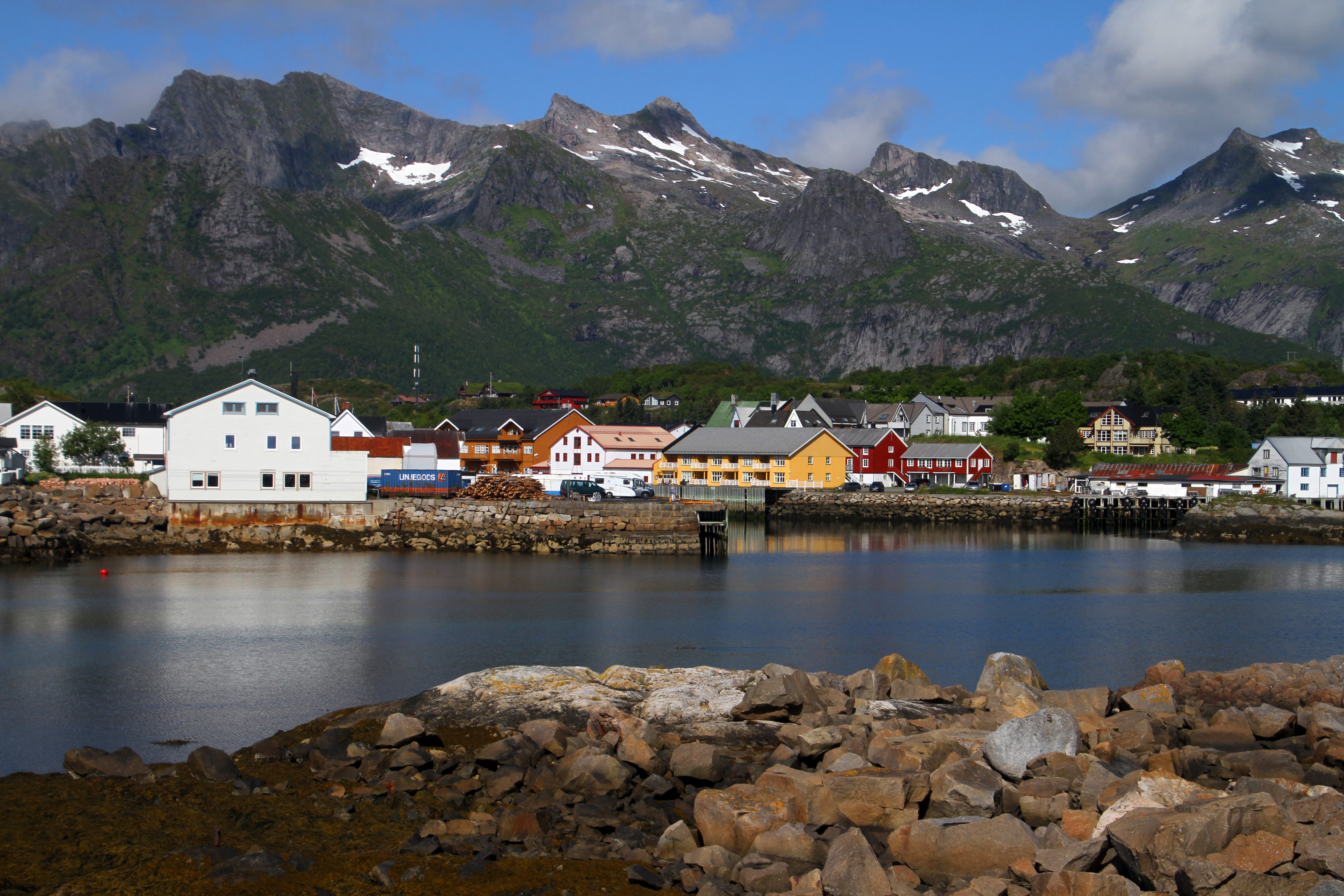
Kabelvåg
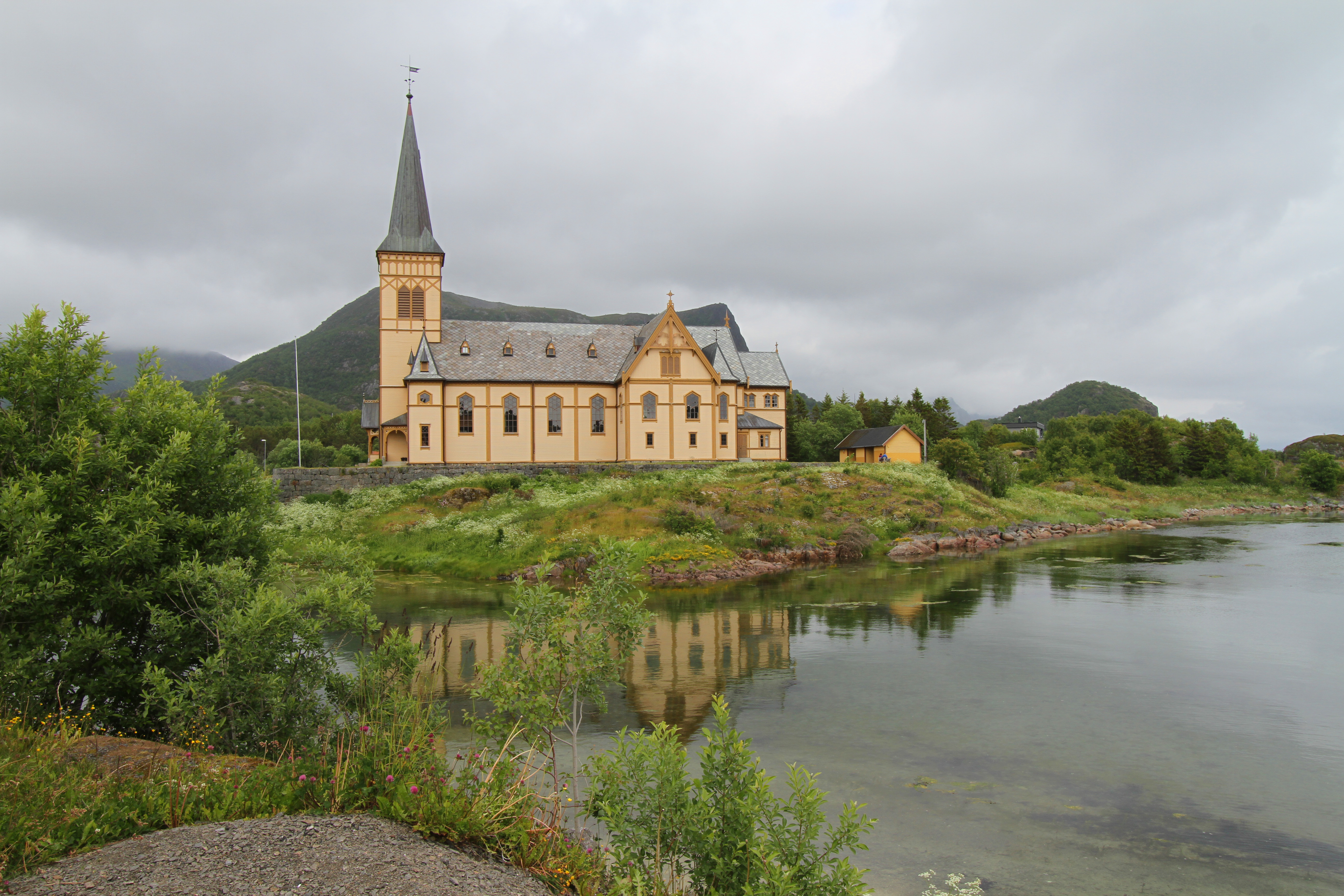
Kabelvåg kirke
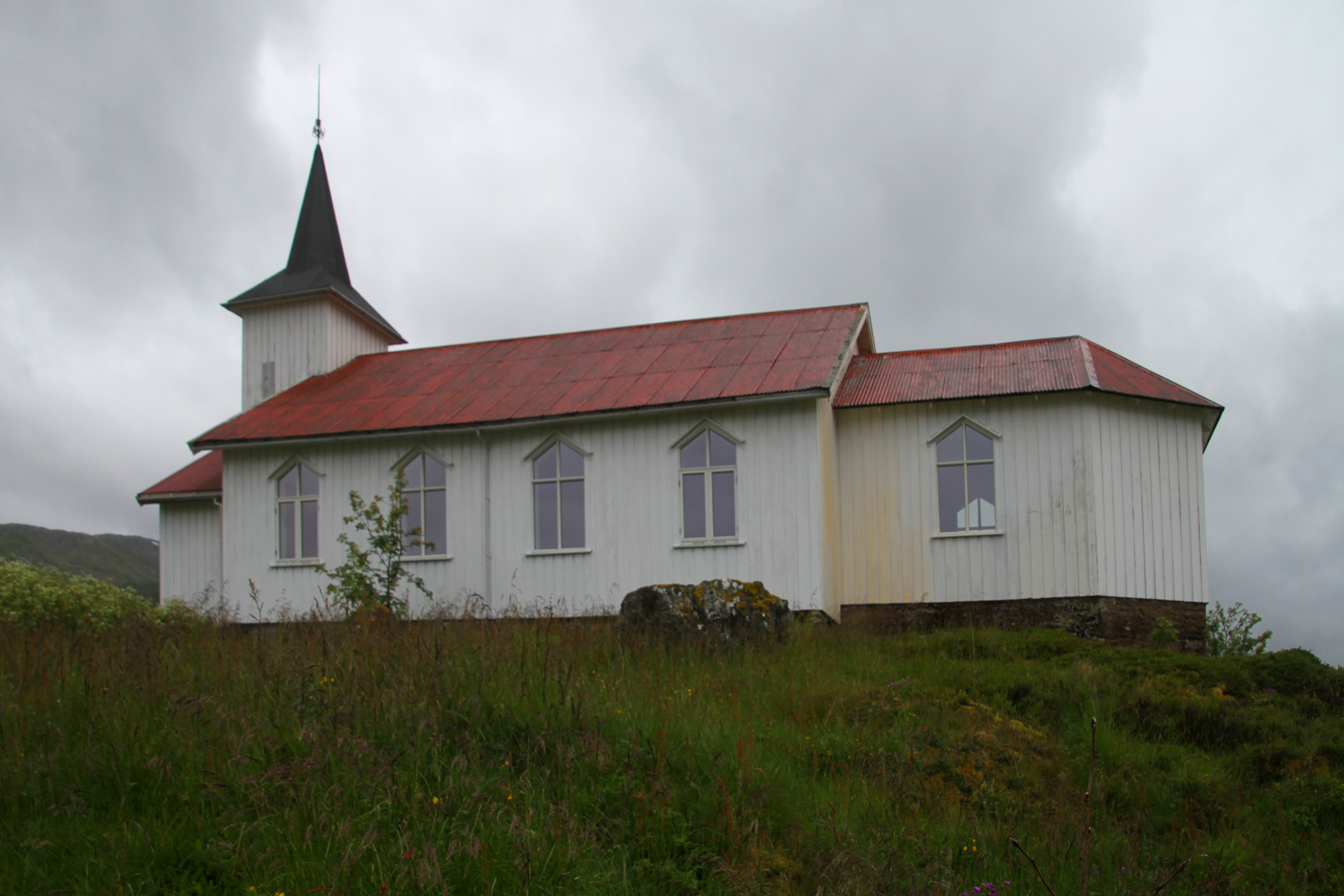
Sildpollnes
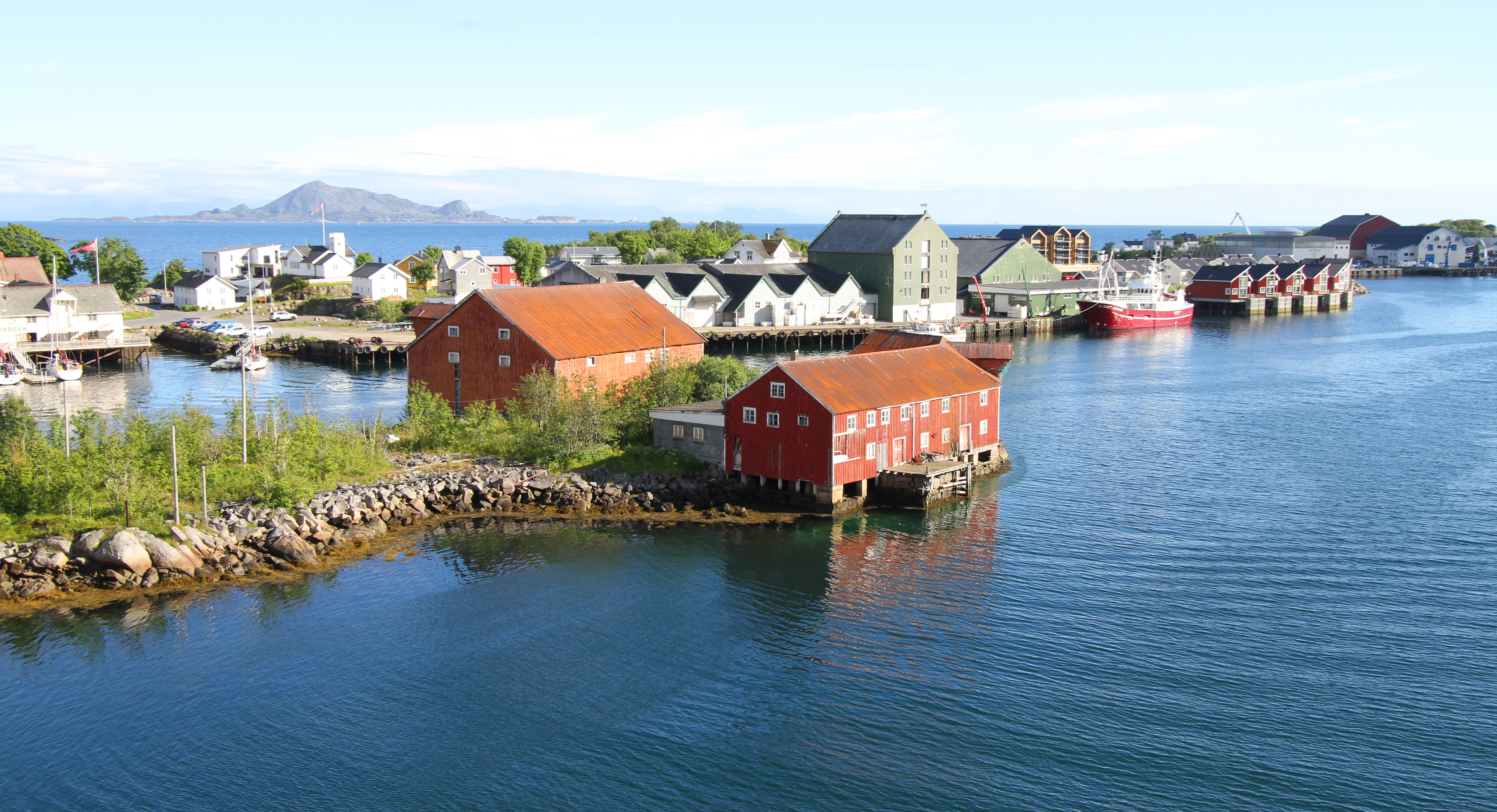
Svolvær
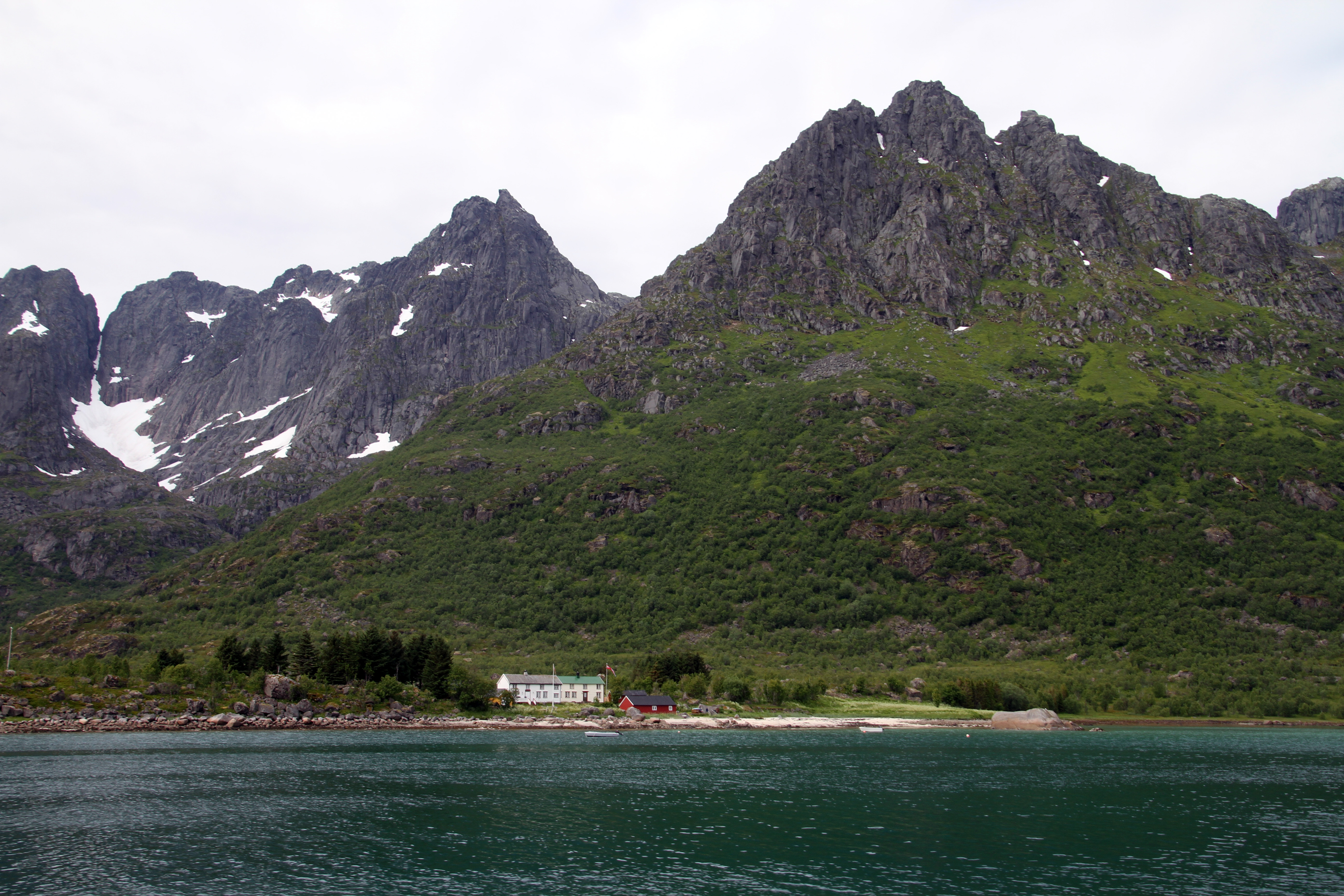
Raftsund
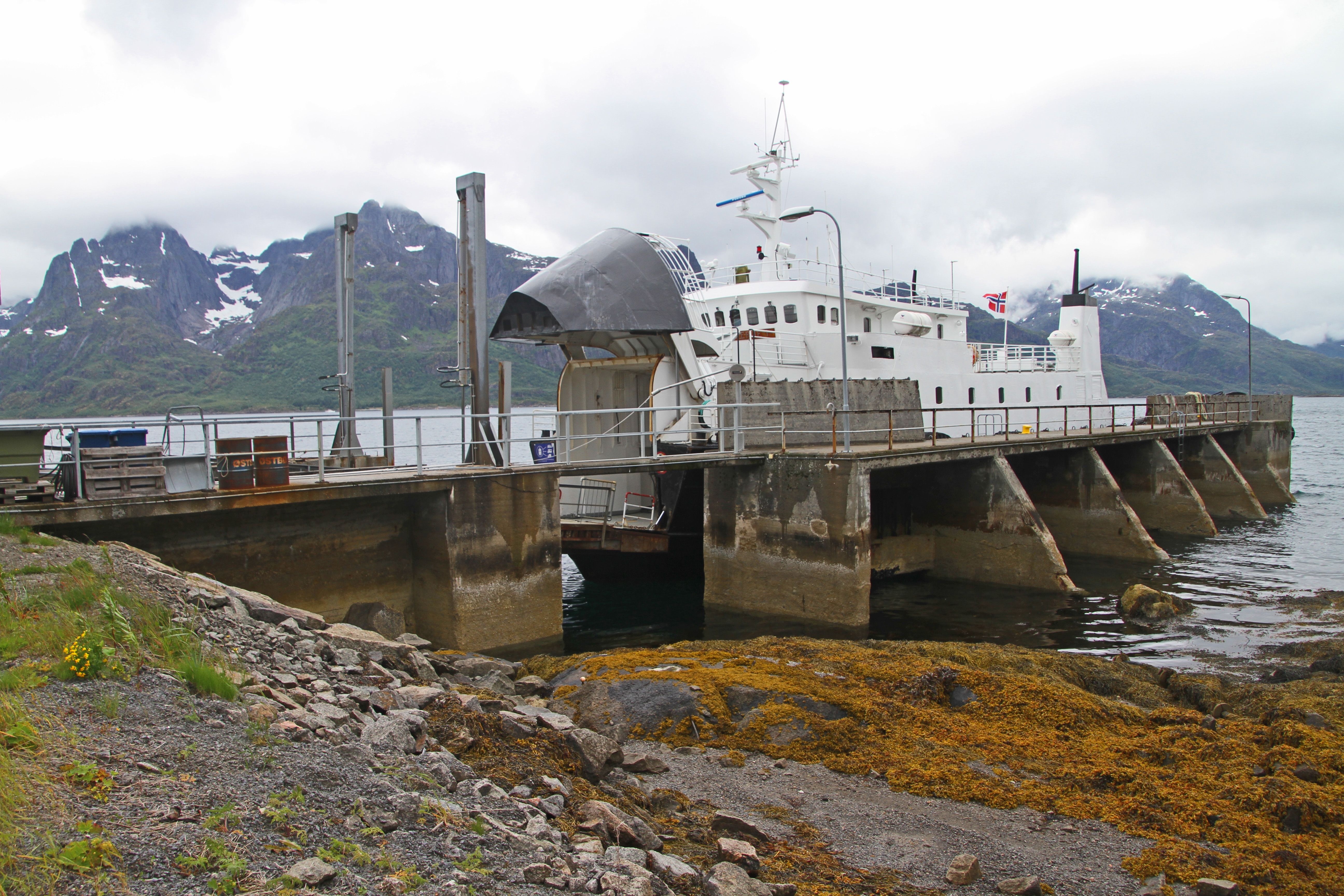
Digermulen